# Capitaine de 2e rang

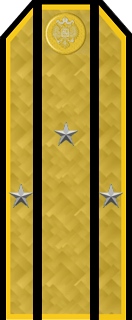
Insigne de grade de la marine impériale russe (IRB) de 1909 à 1917, ici "commandant" (OF-4).

Capitaine de 2e rang (en russe : капитан 2-го ранга, kapitan vtorogo ranga) est un grade militaire utilisé dans les marines de guerre russes : Empire russe, Union des républiques socialistes soviétiques et fédération de Russie.

## Description
Dans la hiérarchie des marines russes il est au-dessus du capitaine de 3e rang (Капитан 3-го ранга) et en dessous du capitaine de 1er rang (Капитан 1-го ранга). Il correspond approximativement au grade militaire de lieutenant-colonel dans les forces terrestres et aériennes, soit au grade de capitaine de frégate dans la marine française.